# BIK
BIK (англ. BCL2 interacting killer) – білок, який кодується однойменним геном, розташованим у людей на короткому плечі 22-ї хромосоми. Довжина поліпептидного ланцюга білка становить 160 амінокислот, а молекулярна маса — 18 016.
| 10         |  | 20         |  | 30         |  | 40         |  | 50         |
| ---------- |  | ---------- |  | ---------- |  | ---------- |  | ---------- |
| MSEVRPLSRD |  | ILMETLLYEQ |  | LLEPPTMEVL |  | GMTDSEEDLD |  | PMEDFDSLEC |
| MEGSDALALR |  | LACIGDEMDV |  | SLRAPRLAQL |  | SEVAMHSLGL |  | AFIYDQTEDI |
| RDVLRSFMDG |  | FTTLKENIMR |  | FWRSPNPGSW |  | VSCEQVLLAL |  | LLLLALLLPL |
| LSGGLHLLLK |  |            |  |            |  |            |  |            |

A: Аланін

C: Цистеїн

D: Аспарагінова кислота

E: Глутамінова кислота

F: Фенілаланін

G: Гліцин

H: Гістидин

I: Ізолейцин

K: Лізин

L: Лейцин

M: Метіонін

N: Аспарагін

P: Пролін

Q: Глутамін

R: Аргінін

S: Серин

T: Треонін

V: Валін

W: Триптофан

Задіяний у такому біологічному процесі, як апоптоз. 
Локалізований у мембрані, мітохондрії.